# Салијски Франци
Салијски Франци (лат. Salii) су били једна од бројнијих група унутар франачког племенског савеза од 4. века надаље. Хлодовех који је уједино франачка племена крајем 5. века био је првобитно један од салијских поглавара. Једна од владарских породица Салијских Франака, Меровинзи захваљујући Хлодовеху се наметнула за прву франачку краљевску династију.
Латински извори помињу Франке директно од 289. године, док се Салијски Франци први пут спомињу 357. године. По Амијану Марцелину, цезар Јулијан, који је у име августа Констанција II владао Галијом, је поразио Салијевце и 358. их населио их је на римској територији у Токсандрији, између Мезе и Шелде. Већ у то време спомиње се као један од римских војсковођа извесни Харијетон који је командовао салијским одредима у току даљих Јулијанових похода против непокорених франачких племена (Квада, Хамава, Хатуара...).
Почетком 5. века, судећи по Списку достојанстава (Notitia Dignitatum), различита франачка племена су служила у римској војсци, а Салијевци су били распоређени у Галији и Хиспанији. Све до средине 5. века Салијевци су били лојални римским властима, али када је римска власт почела да се урушава под теретом упада других варварских племена, Салијевци су 450. опљачкали Арас. По Гргуру Турском, историчару из 6. века, ову похару је извео салијски поглавар Хлодион, Меровехов предак. Он је такође заузео и Камбре и крајеве око реке Соме. Иако је Хлодион задржао власт над овим крајевима, западноримски врховни заповедник војске Аеције га је казнио за пљачкање Араса тако што је упао на венчање једног од франачких ратника, разјурио Хлодионову дружину и одвео са собом слуге натоварене свадбеним даровима. Нешто касније, епископ Клермон Ферана Сидоније Аполинар је описао ову епизоду у панегирику упућеном цару Мајоријану. Панегиорик садржи и најранији физички опис Франака уопште. Сидоније вели да Салијевци косу на потиљку шишају кратко, док на остатку главе пуштају косу и чешљају је унапред. Лица су бријали и носили само рашчешљане бркове. Носили су уску одећу која им је допитрала до колена и коју су повезивали око струка појасевима. Главно оружје им је била секира коришћена за бацање (касније позната као франциска) након чега би се трком устремили на непријатеља нападајући копљем и штитом. Сидоније на крају додаје да су Салијевци одмалена неговали ратоборност. Након инцидента из 450, Аеције је обновио пријатељске везе са Салијским Францима који су били присутни у римској војсци у чувеној бици против Атилинине варварске војске на Каталаунским пољима 451. године.
Даљи напредак Салијеваца у доминантну групу међу Францима повезано је са успоном њиховог краља Хилдериха и његовог сина Хлодовеха. Писмо које је крајем 5. века Хлодовеху упутио архиепископ Ремса Ремигије, спомиње да је Хилдерих управљао римском провинцијом Другом Белгиком (Belgica Secunda). Житије свете Женовеве, које је записано почетком 6. века, бележи да је Хилдерих десет година редовно опседао Париз. Сам краљ је био и остао паганин, али је исказивао велико поштовање према светитељки. По каснијој традицији, коју је први записао Гргур Турски, Хилдерихови Франци су помагали римском војсковођи Егидију у борби са Визиготима који су 463. поражени код Орлеана у покушају да пређу Лоару. Најзад, у Турнеу (данашња Белгија) је 1653. пронађен раскошно опремљен гроб у коме је пронађен и печатни прстен са натписом CHILDERICI REGIS. Проналазак печата је утицао да се гробница идентификује као Хилдерихово место укопа. Сам печатни прстен указује да је Хилдерих владао територијом на којој је још увек постојала администрација, а портрет приказује франачког краља у римском оклопу и са копљем као инсигнијом власти. Хилдерих је могао бити истовремено и салијски краљ и западноримски провинцијски намесник.
Хилдериха је 482. наследио син Хлодовех који је започео серију крупнијих освајања захваљујући савезништву са осталим краљевима Франака. Уз помоћ краља Камбреа Хлодовех је савладао Егидијевог наследника Сијагрија 486. и заузео Соасон са околином. Након победе над Аламанима 496. године, краљ Салијеваца је, делимично и под утицајем своје супруге Хлотилде, бургундске принцезе, пристао да се покрсти. За разлику од Гота, Бургунда и Вандала, који су били аријански хришћани, Хлодовех и његови људи су примили хришћанство у никејском тј православном облику. Тиме су Салијски Франци постали прихватљивији за заједнички живот за већинско гало-романско становништво Галије. Хлодовех је 507, овога пута уз помоћ Зигиберта Хромог, краља Рипуарских Франака са Рајне, поразио Визиготе у бици код Вујиеа. Након покоравања Галије јужно од Лоаре, Хлодовех се окренуо против својих дојучерашњих савезника, редом је подстицао неслогу међу осталим краљевима Франака и затим их је ликвидирао без обзира на родбинске везе. Наредне 508. године Хлодовех је у Туру примио посланике источноримског цара Анастасија I који су му предали инсигније почасног конзула. Затим је Хлодовех приредио славље које је подсећало на римске параде провинцијских војсковођа. Након вишеструких прослава конзулата, Хлодовех је утврдио краљевску резиденцију у Паризу где је 511. године умро. 
Хлодовехови синови су поделили његово краљевство измећу себе, а затим су франачку власт проширили и на Бургунде и Тиринге. Међутим, партикуларизам Салијеваца одржао се практично до 9. века кроз постојање Неустрије, једне од меровиншких провинција, касније и краљевина. Други раритет који је упућивао на посебност Салијеваца, био је Салијски закон (Lex Salica), збирка салијског обичајног права записаног на латинском језику која представља најважнији извор за познавање друштва Хлодовеховог времена.